# خط آتیلا

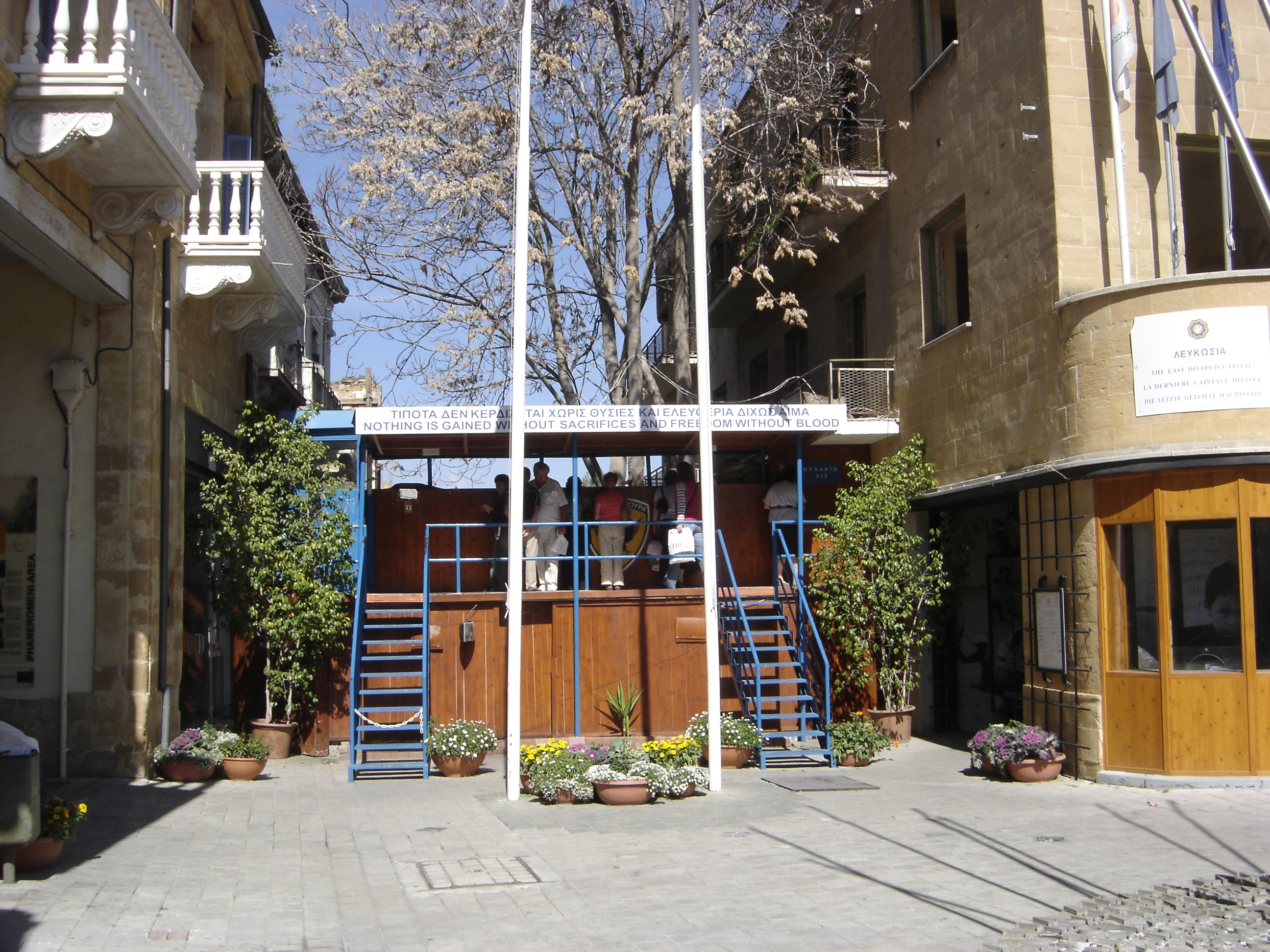
خیابان لدرا در شهر نیکوزیا که به‌وسیلهٔ خط آتیلا قطع شده است

خط آتیلا یا خط سبز به خط مرزی بین دو بخش شمالی(ترک‌های قبرس) و بخش جنوبی(یونانی‌ها) در کشور قبرس گفته می‌شود. با توجه به اینکه  عملیات آتیلا، اسم رمز  بود پس خط مرزی که بعد از این عملیات به وجود آمد به خط آتیلا معروف شد.